# Honores Rock
Der Honores Rock (in Chile Islote Honores) ist ein Klippenfelsen im Archipel der Südlichen Shetlandinseln. In der Discovery Bay von Greenwich Island ragt er 800 m südwestlich des Ferrer Point 2 m über den Meeresspiegel.
Teilnehmer der 2. Chilenischen Antarktisexpedition (1947–1948) benannten ihn nach Arsenio Honores, dem Koch ihres Schiffs Iquique. Die ins Englische übertragende Form erschien erstmals auf einer Landkarte der Royal Navy aus dem Jahr 1968.